# Faro de Point Loma
El Antiguo Faro de Point Loma (en inglés: Old Point Loma lighthouse) es un faro histórico ubicado en San Diego, California.  Antiguo Faro de Point Loma se encuentra inscrito  en el Registro Nacional de Lugares Históricos desde el 27 de junio de 1974. 

## Ubicación
El Antiguo Faro de Point Loma se encuentra dentro del condado de San Diego en las coordenadas 32°40′19″N 117°14′25″O / 32.671944, -117.240278.